# 拉尔瓦赫斯
拉尔瓦赫斯，是西班牙加泰罗尼亚莱里达省的一个市镇。 总面积26平方公里，总人口518人（001年），人口密度20人/平方公里。